# Лази (Серпецький повіт)
Лази (пол. Łazy) — село в Польщі, у гміні Щутово Серпецького повіту Мазовецького воєводства.
Населення — 127 осіб (2011).
У 1975-1998 роках село належало до Плоцького воєводства.

## Демографія
Демографічна структура станом на 31 березня 2011 року:
|          | Загалом | Допрацездатний вік | Працездатний вік | Постпрацездатний вік |
| -------- | ------- | ------------------ | ---------------- | -------------------- |
| Чоловіки | 60      | 15                 | 39               | 6                    |
| Жінки    | 67      | 14                 | 38               | 15                   |
| Разом    | 127     | 29                 | 77               | 21                   |